# Liste der Weihbischöfe in Sitten
Die Liste enthält alle bekannten Weihbischöfe, die in der Diözese Sitten tätig waren.

## Weihbischöfe
| Amtszeit  | Name                                                 |
| --------- | ---------------------------------------------------- |
| 1410–1410 | Franciscus genannt Valens, Titularbischof von Gardar |
| 1413–1415 | Rudolph Trumberti, Titularbischof von Hebron         |
| 1525–1525 | Pierre Farfein, Titularbischof von Beirut            |
| 1895–1901 | Jules-Maurice Abbet, Titularbischof von Troas        |